# Nimoreni, Ialoveni
Nimoreni este un sat din raionul Ialoveni, Republica Moldova, în care sunt înregistrați 2.148 locuitori. Este situat la 18 km de Chișinău și are acces direct la magistrala M1 Leușeni-Chișinău (parte din E581).
În sat activează o școală medie (gimnaziul „Gurie Grosu”), o bibliotecă sătească, o farmacie, un punct de prelucrare a fructelor și legumelor, o fermă de vite, primărie și o biserică sătească ortodoxă. Este înconjurat de lacuri, mici suprafețe de păduri, plantații de viță-de-vie și mici suprafețe de livezi.
Satul are o echipă de fotbal feminin, FC Noroc, care participă în campionatul național. În fotbalul masculin, Avântul Nimoreni evoluează în campionatul raional Ialoveni și primește meciurile de acasă pe stadionul „FC Noroc” din Nimoreni.

## Etimologie
Etimologia numelui „Nimoreni” nu este clară. Se zice că pe lângă lacul din Nimoreni pe vremuri erau multe mori de apă, iar pe dealuri mai multe mori de vânt, de aceea satul ar fi fost numit Moreni. În centrul satului pe o suprafață mare de teren, sub casele unde s-a săpat s-au găsit multe oase omenești, de aici provenind denumirea „Omoreni”. Între săteni nu ar fi fost lupte, ci doar cu dușmanii, pentru apărarea pământului natal, de aici „Nimoreni”. Forma „Mimoreni”, atestată în 1545, poate fi explicată prin fenomenul asimilației „n” inițial de „m”.

## Istoric
Pentru prima dată satul Nimoreni este atestat în documentele oficiale în anul 1545, ortografiat Mimoreni:
„7053 <1545>. Suret di pe uricul sârbesc a domnului Petru voievod.

Hotarul sfinții mănăstiri Căprieni din hotarnica să începi hotarul de la Iasnovăț, este piatra dinspre răsărit și alta împotriva, ce este piste Iasnovăț, dispre amiaza-zi, să hotărăști cu Mimorănii și să coboară dincoaci, în Vale lui Coste și să suia drept la deal, în spre răsărit și este piatra în muche și purcede înspre miaza-noapti, pin vărsătura apei, pin mijlocul poienilor și să hotărăști cu locul Trușanilor și este piatră. Par aice au mersu tot împreuna cu a Mimorănilor hotar. Deacole, purcede prin codru, pe vărsături, deasupra Trușanilor și pe deasupra Cojușnii pe deasupra Voloșanilor, tot pe vărsătura apei și să scoboară, drept înspre Bâc, pe o vale, ce să numești Domnească. În gura văii acestea, este moviliță și piatra.”
Bătrânii satului spun că cele mai vechi familii ale satului au fost Frunză, Ciocan, Covali, Meghea, Eremia si Olari. Când a avut loc recensamântul populației Moldovei în anii 1772, 1773 și 1774 satul Nimoreni a fost trecut în acte sub denumirea de Mimoreni și făcea parte din ocolul Botnei. În acea vreme în sat erau 36 de case.

## Demografie

### Structura etnică
Structura etnică a localității conform recensământului populației din 2004:
| Grup etnic                                               | Populație | % Procentaj  |
| -------------------------------------------------------- | --------- | ------------ |
| Băștinași declarați Moldoveni Băștinași declarați Români | 2.261 18  | 98,22% 0,78% |
| Ruși                                                     | 12        | 0,52%        |
| Ucraineni                                                | 5         | 0,22%        |
| Țigani                                                   | 3         | 0,13%        |
| Bulgari                                                  | 1         | 0,04%        |
| Găgăuzi                                                  | 1         | 0,04%        |
| Alții                                                    | 1         | 0,04%        |
| Total                                                    | 2.302     |              |

## Administrație și politică
Componența Consiliului local Nimoreni (11 consilieri), ales la 5 noiembrie 2023, este următoarea:
|  | Partid                                | Consilieri | Componență | Componență | Componență | Componență | Componență |
|  | ------------------------------------- | ---------- | ---------- | ---------- | ---------- | ---------- | ---------- |
|  | Partidul Social Democrat European     | 5          |            |            |            |            |            |
|  | Partidul Acțiune și Solidaritate      | 4          |            |            |            |            |            |
|  | Partidul Liberal Democrat din Moldova | 1          |            |            |            |            |            |
|  | Platforma Demnitate și Adevăr         | 1          |            |            |            |            |            |

## Galerie de imagini

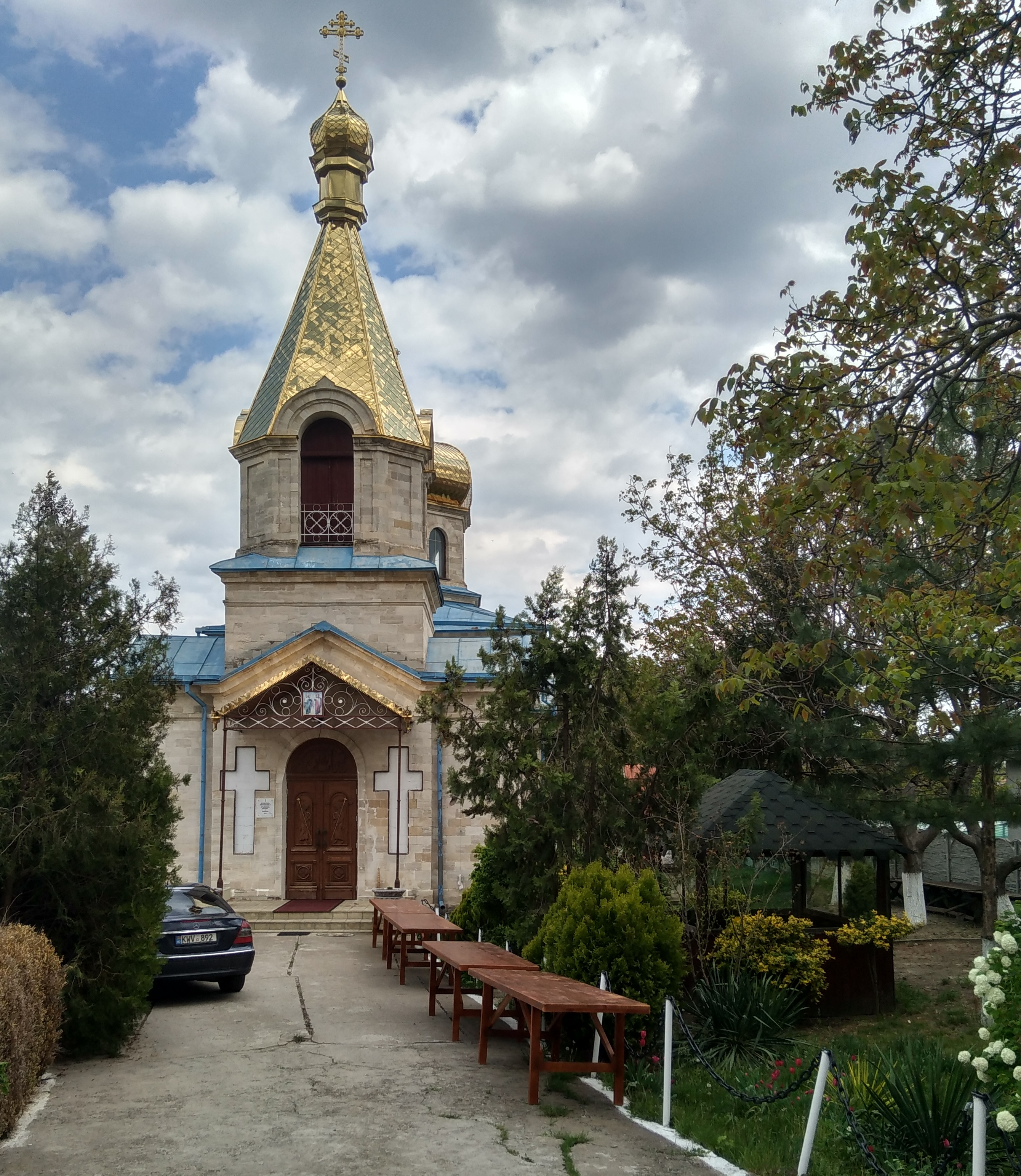
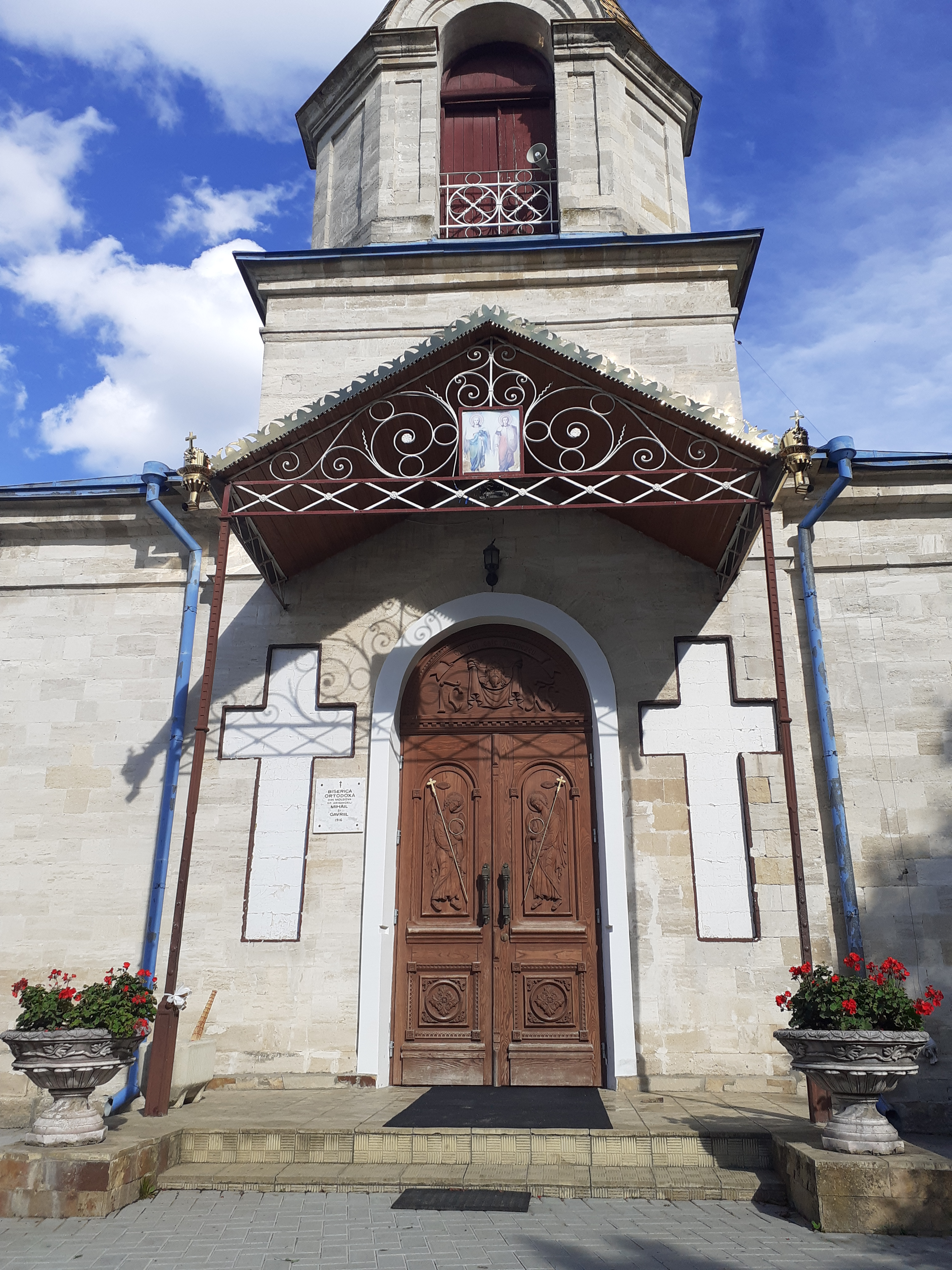
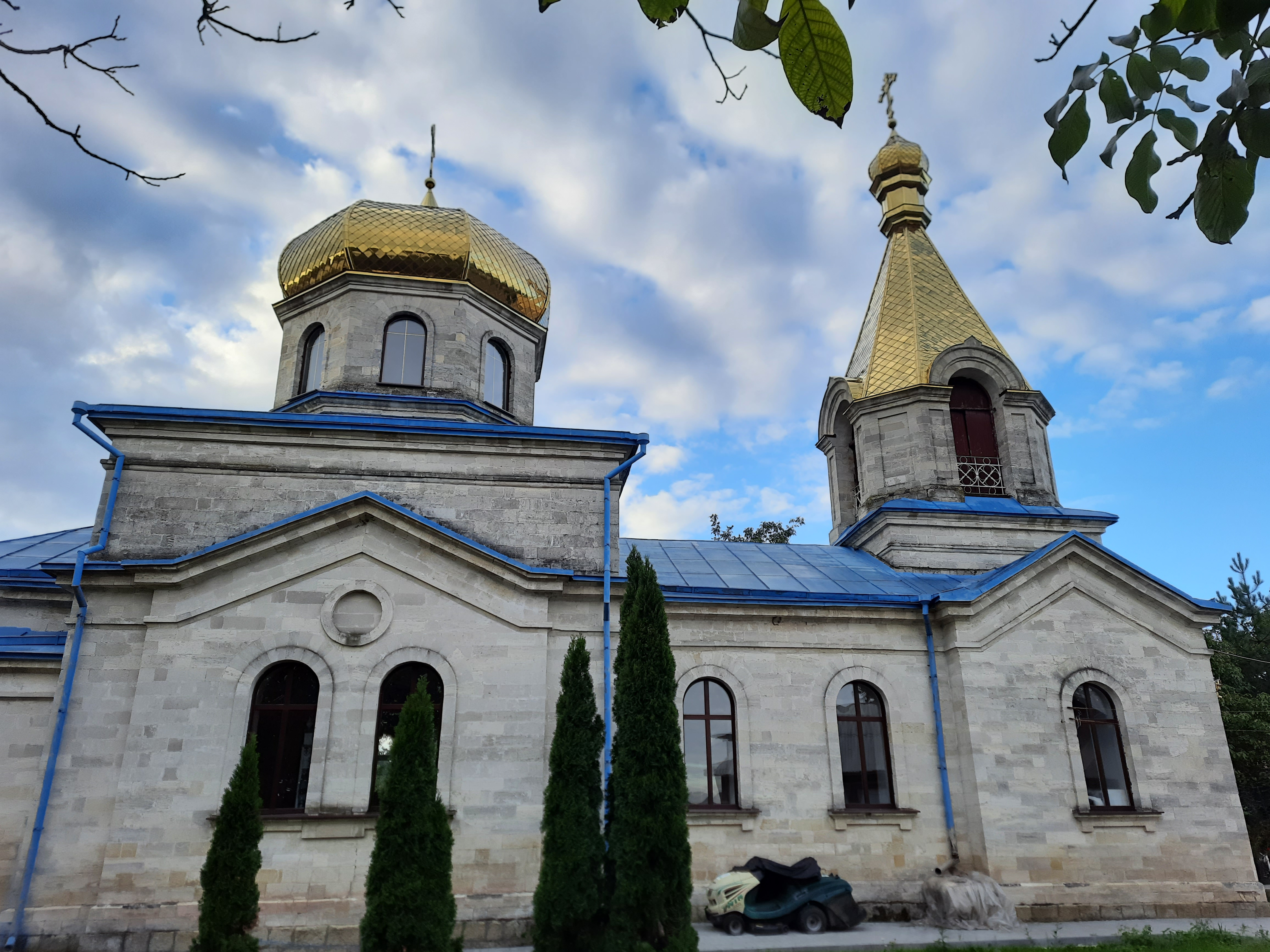
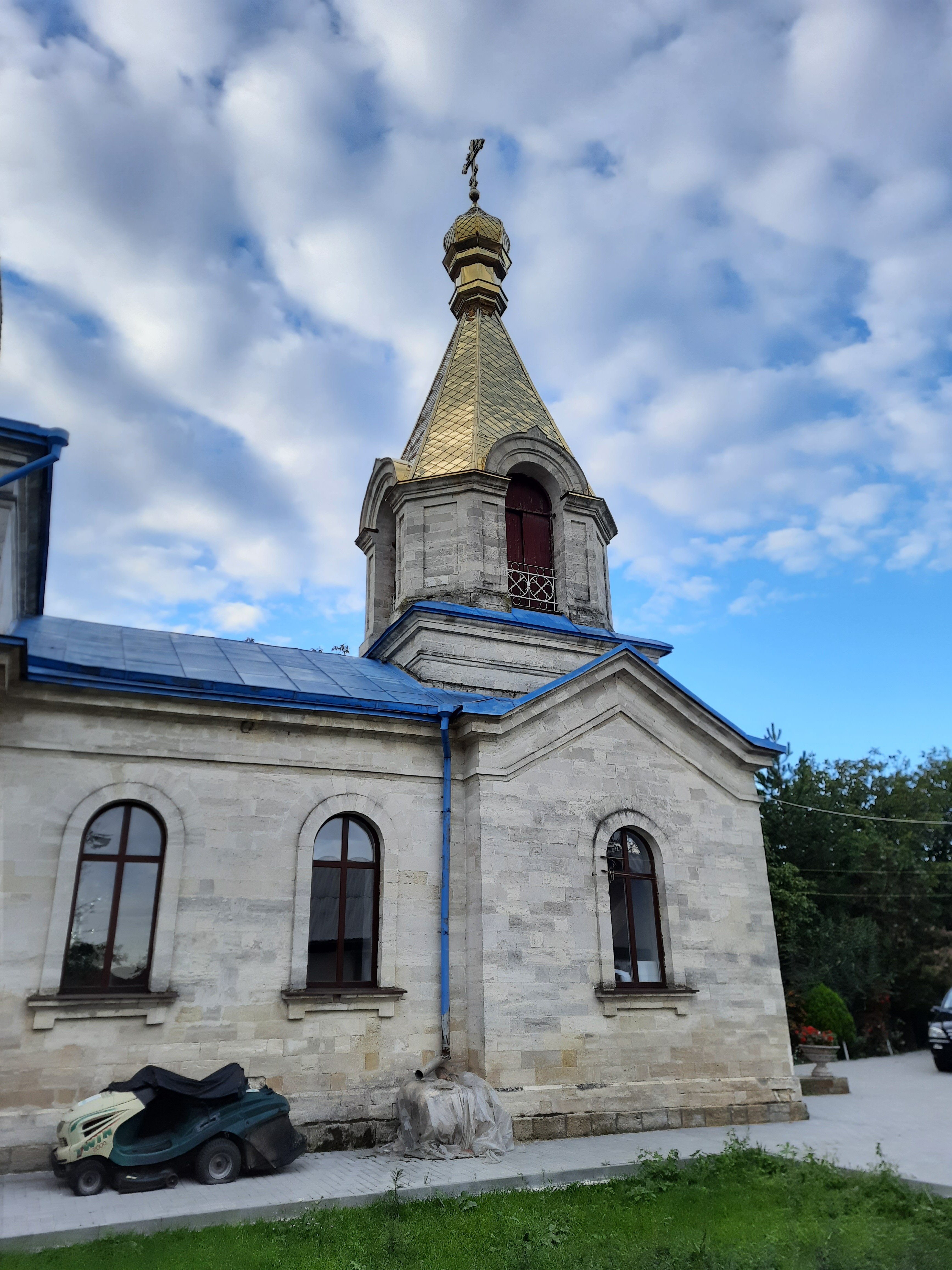
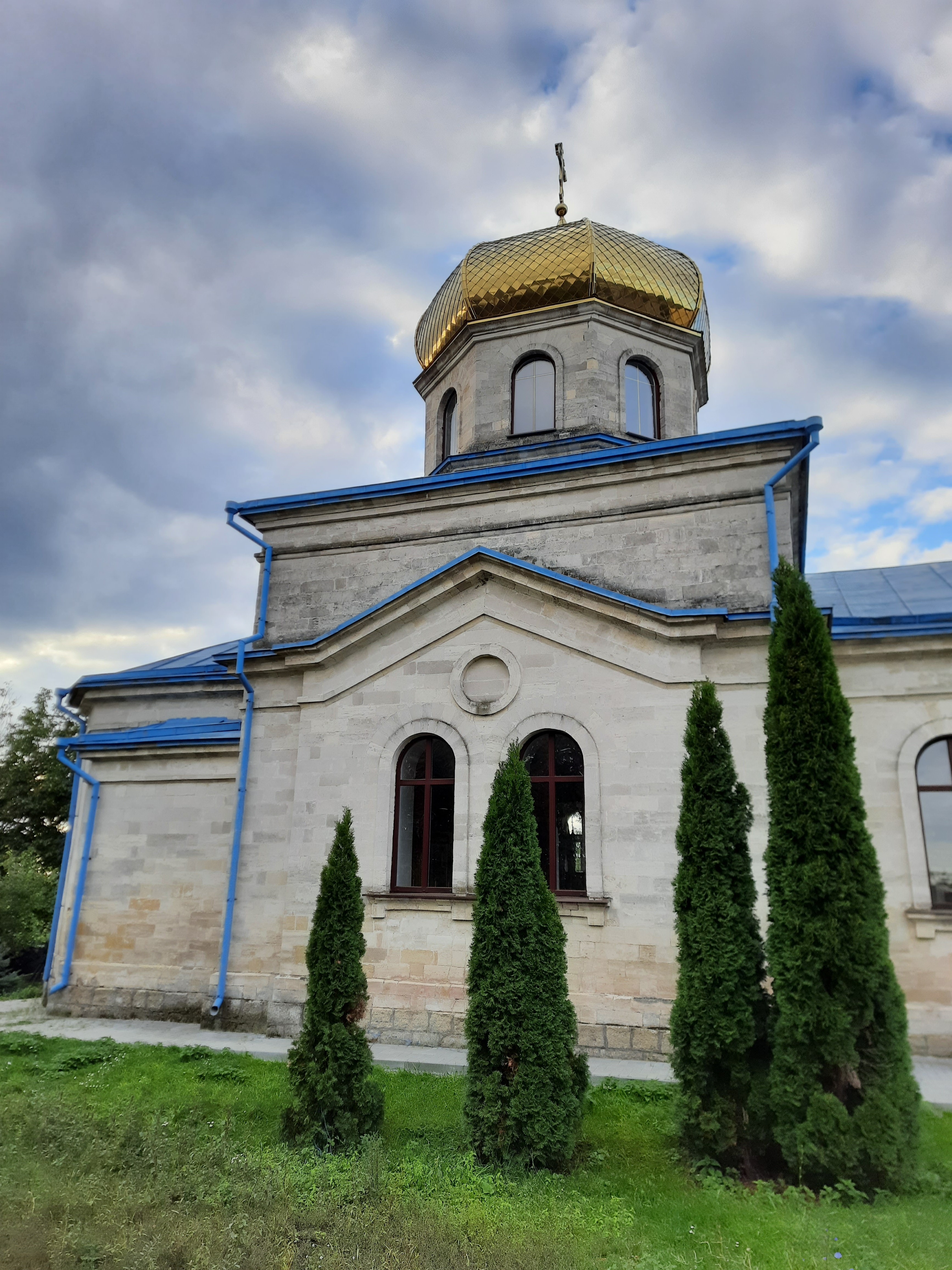
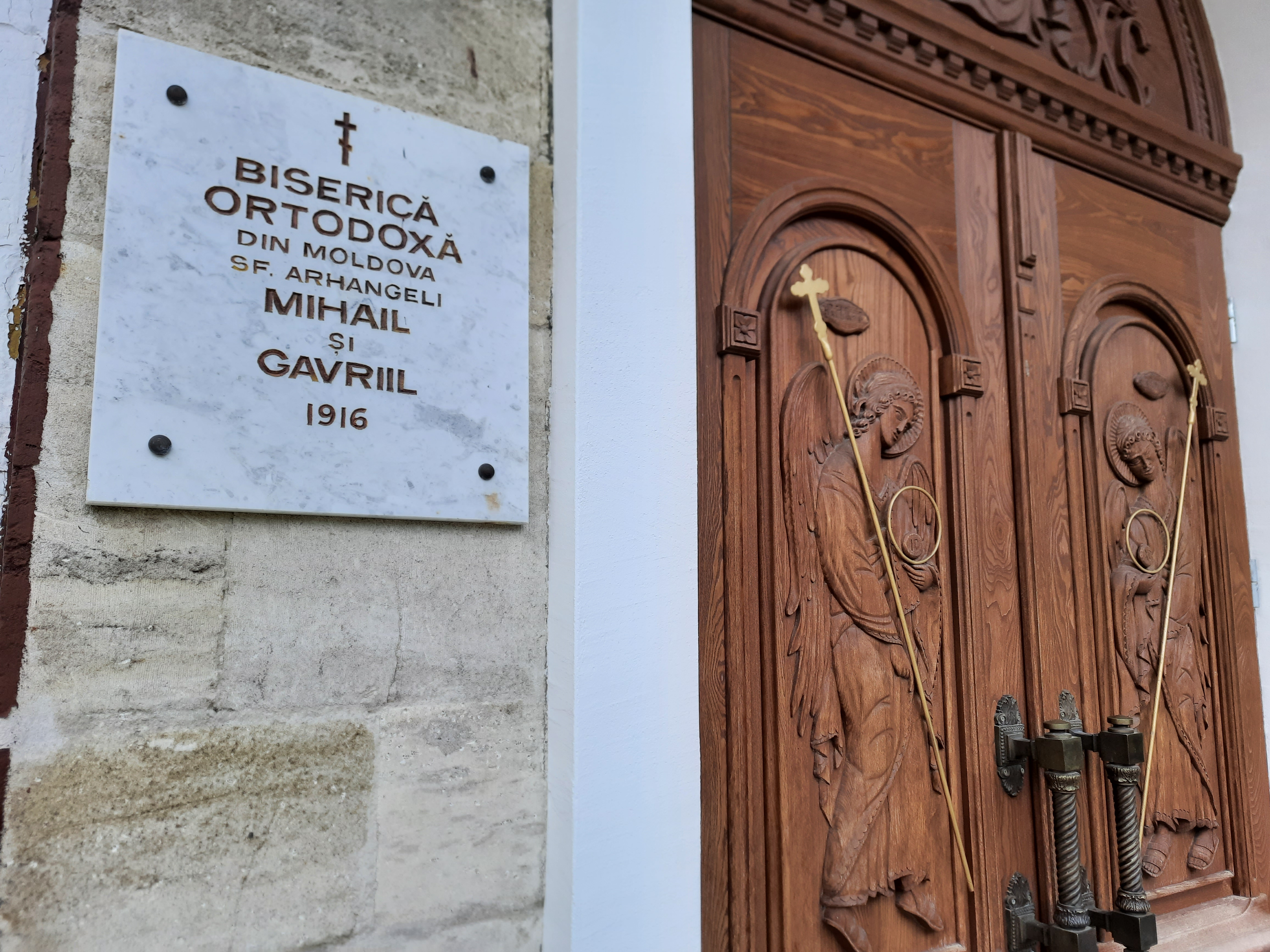
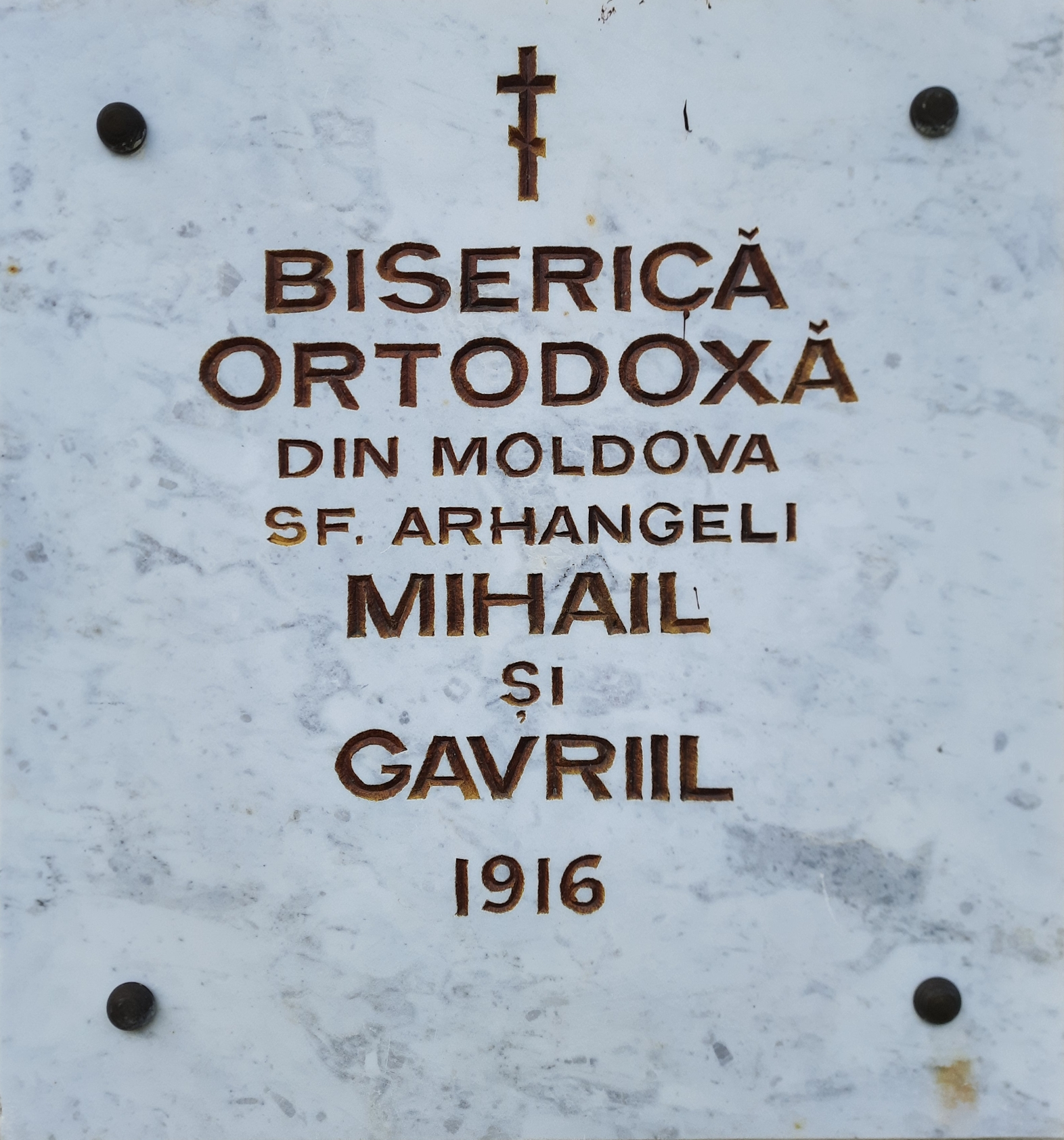

Biserica „Sf. Arhangheli Mihail și Gavriil” din localitate, monument ocrotit de stat.
Alte locuri

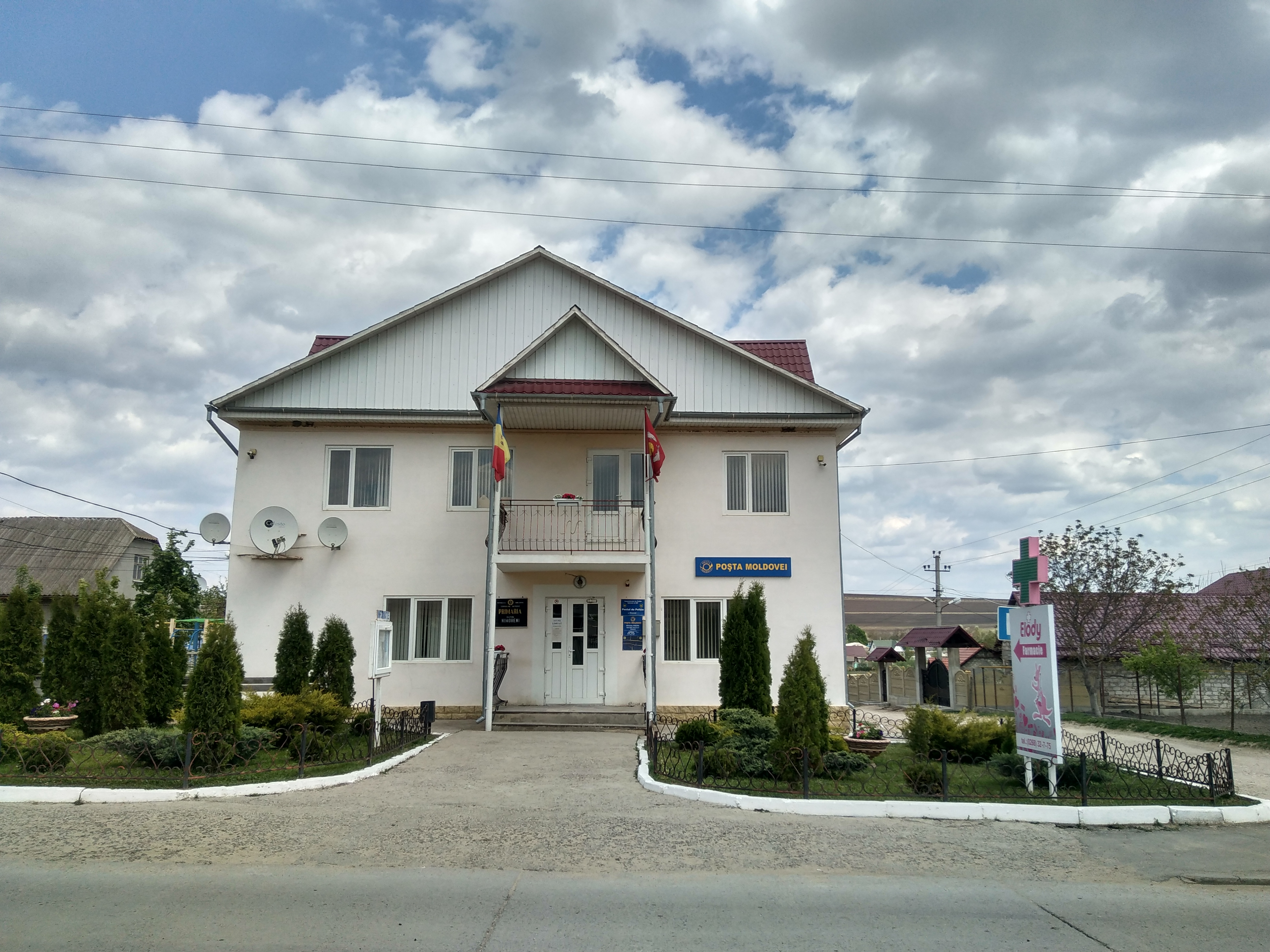
Primăria
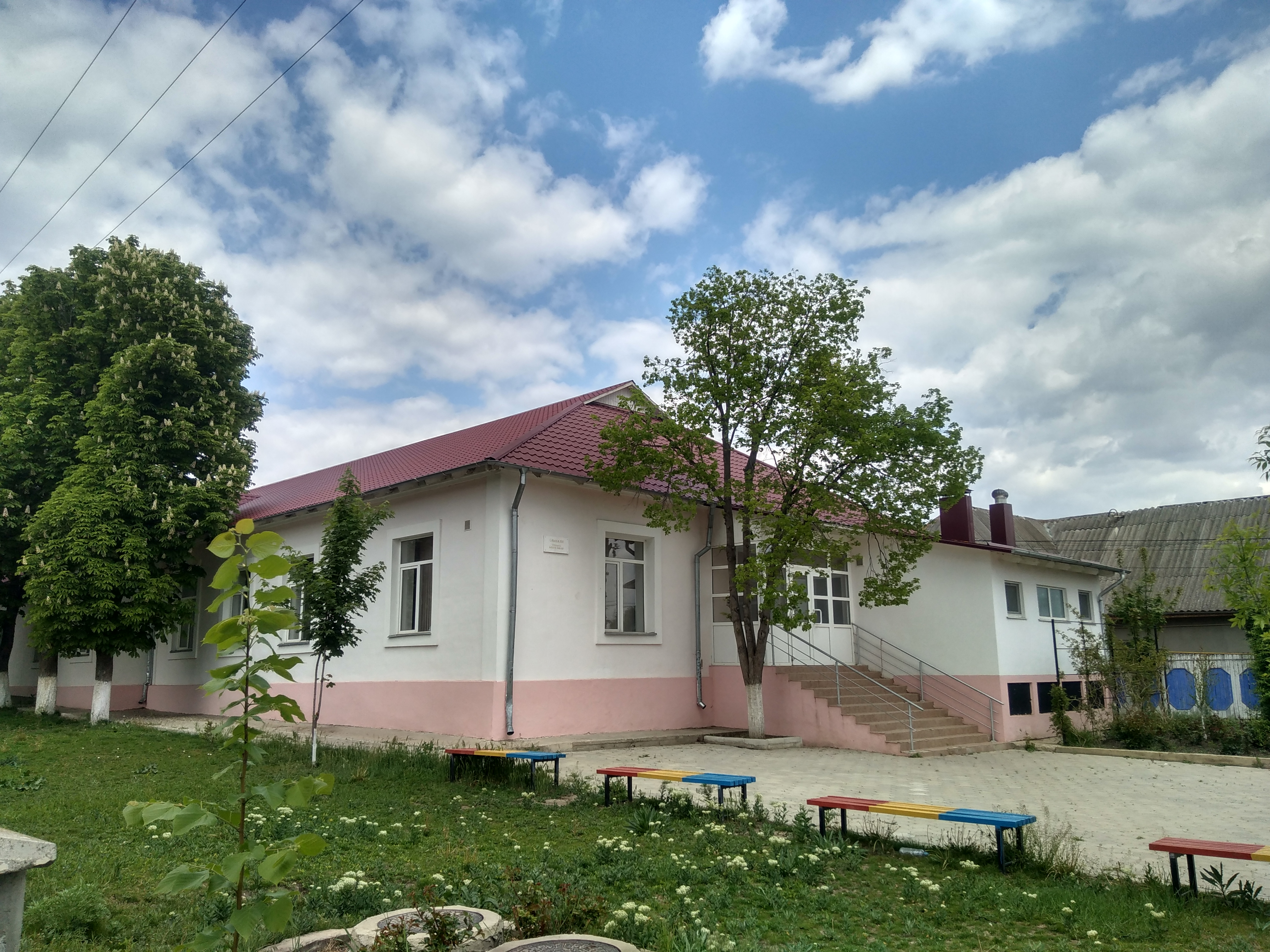
Gimnaziul
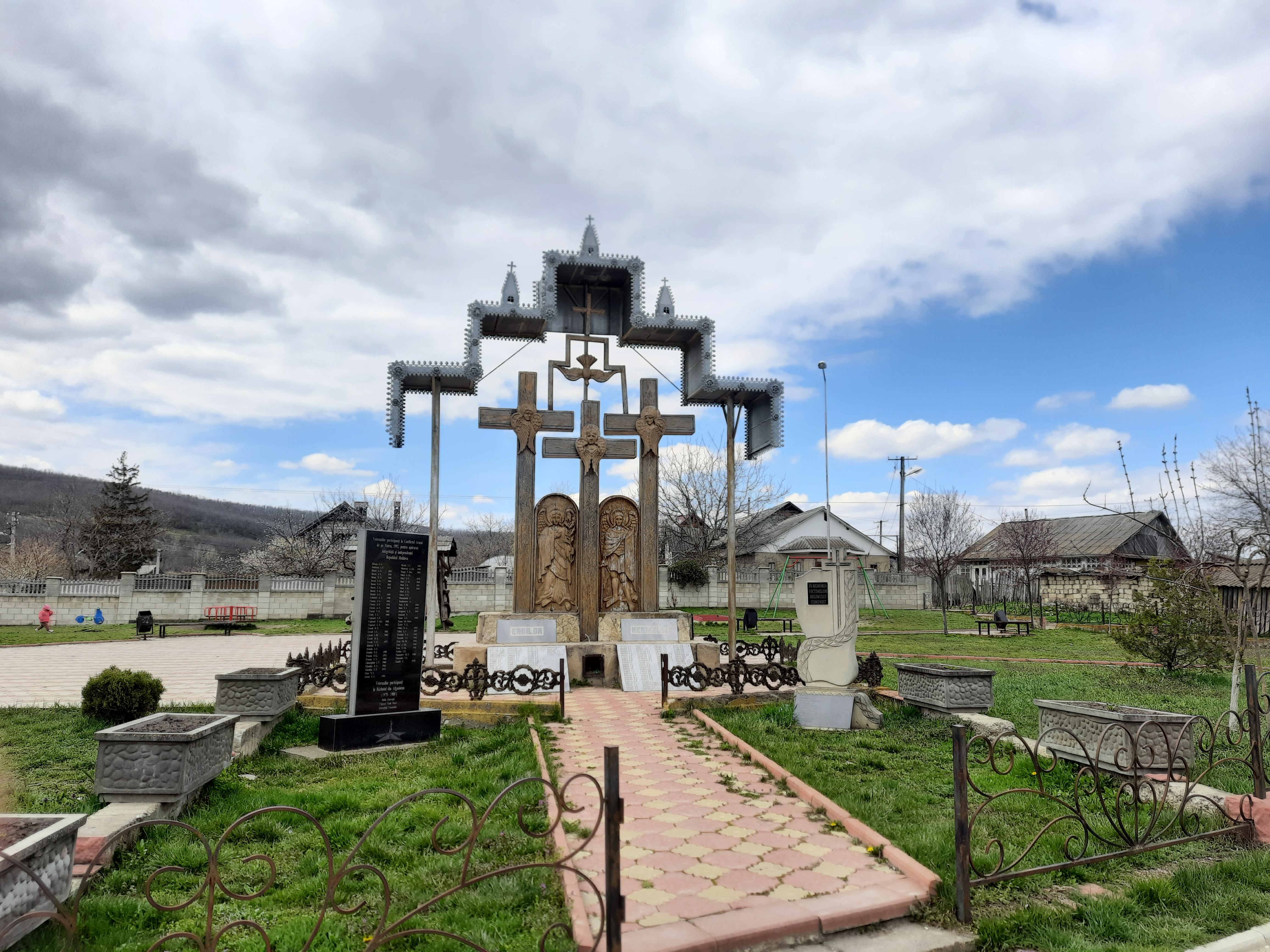
Monumente-troițe în memoria consătenilor căzuți în cele două conflagrații mondiale.
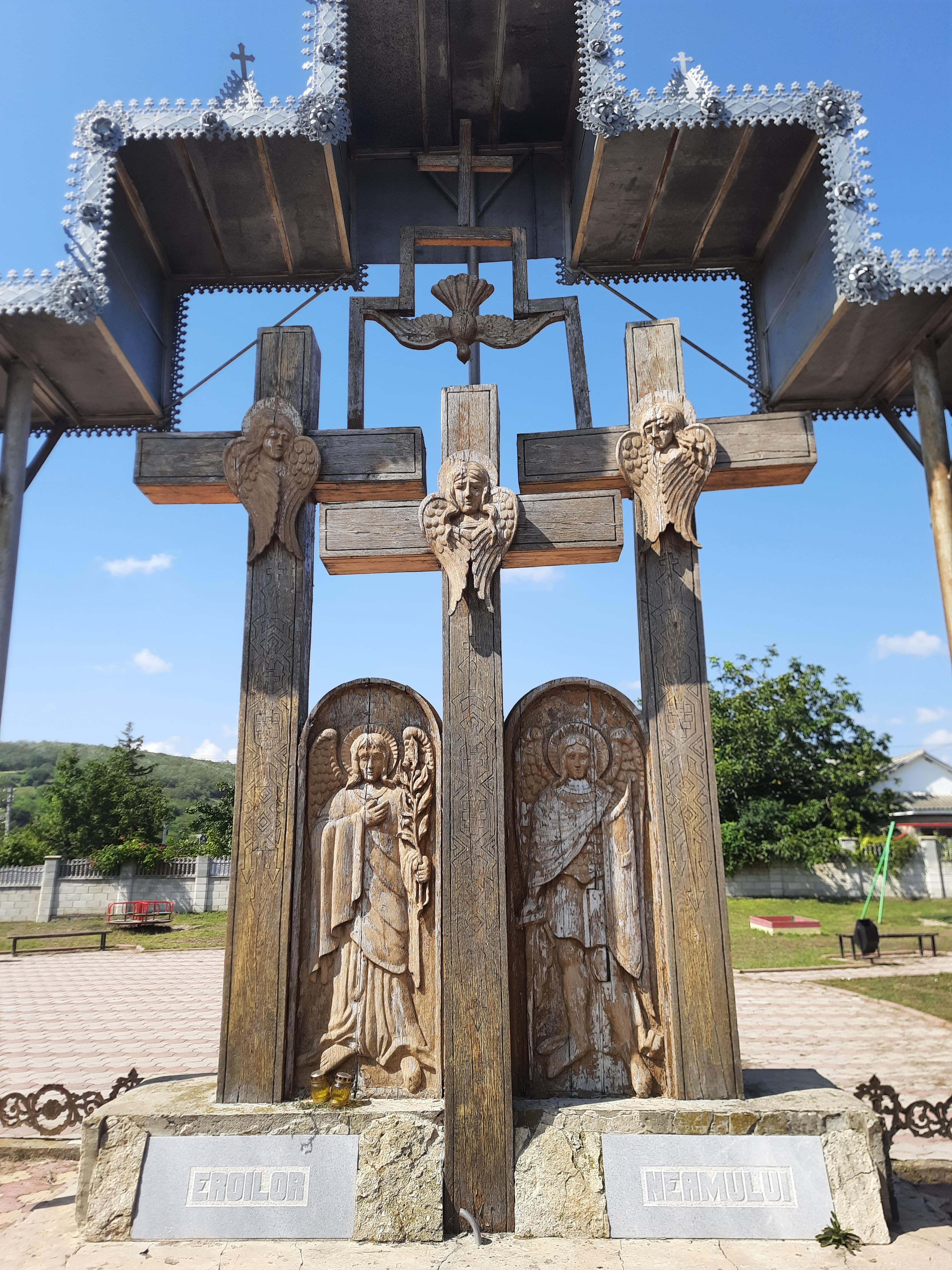
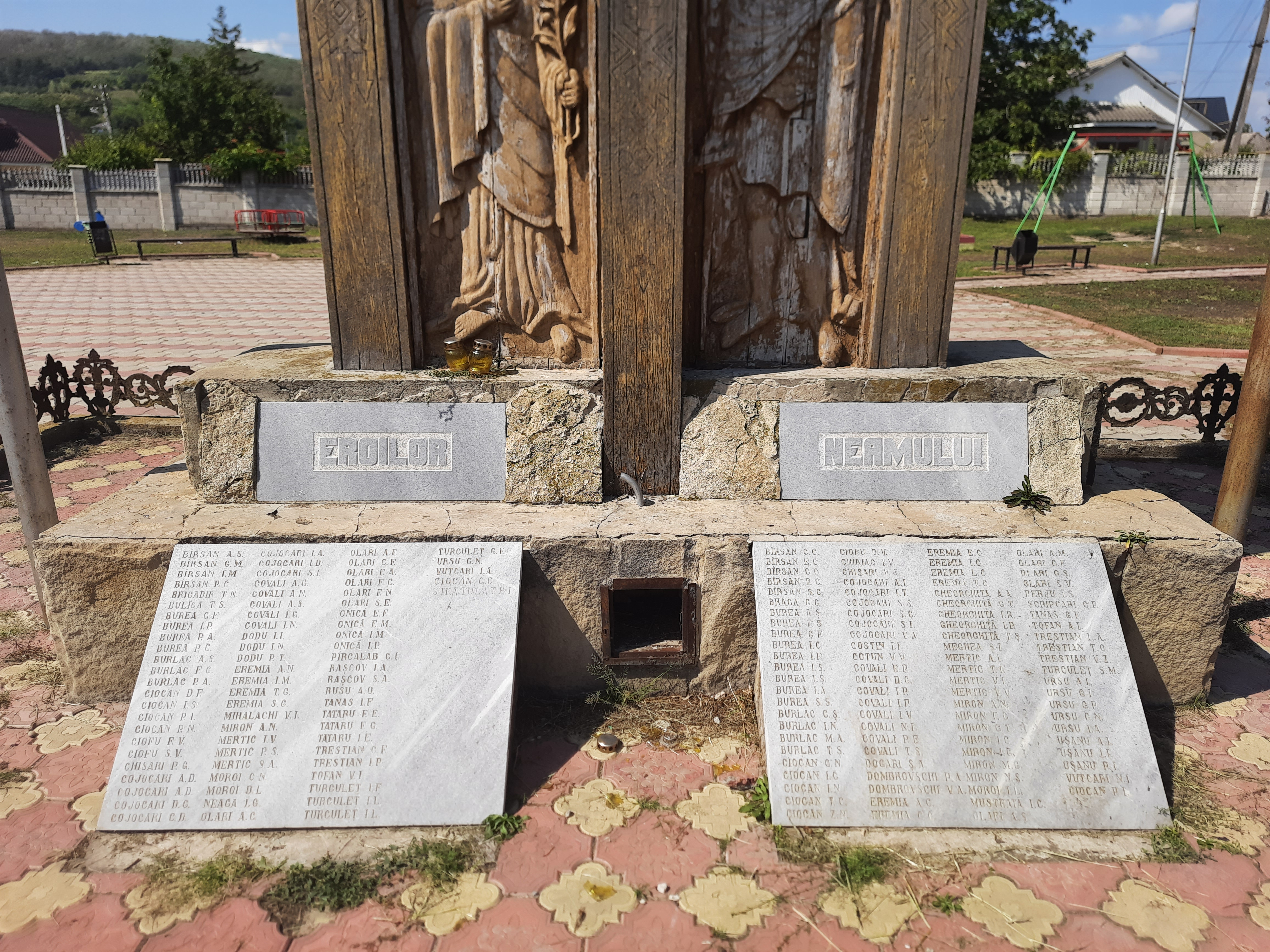
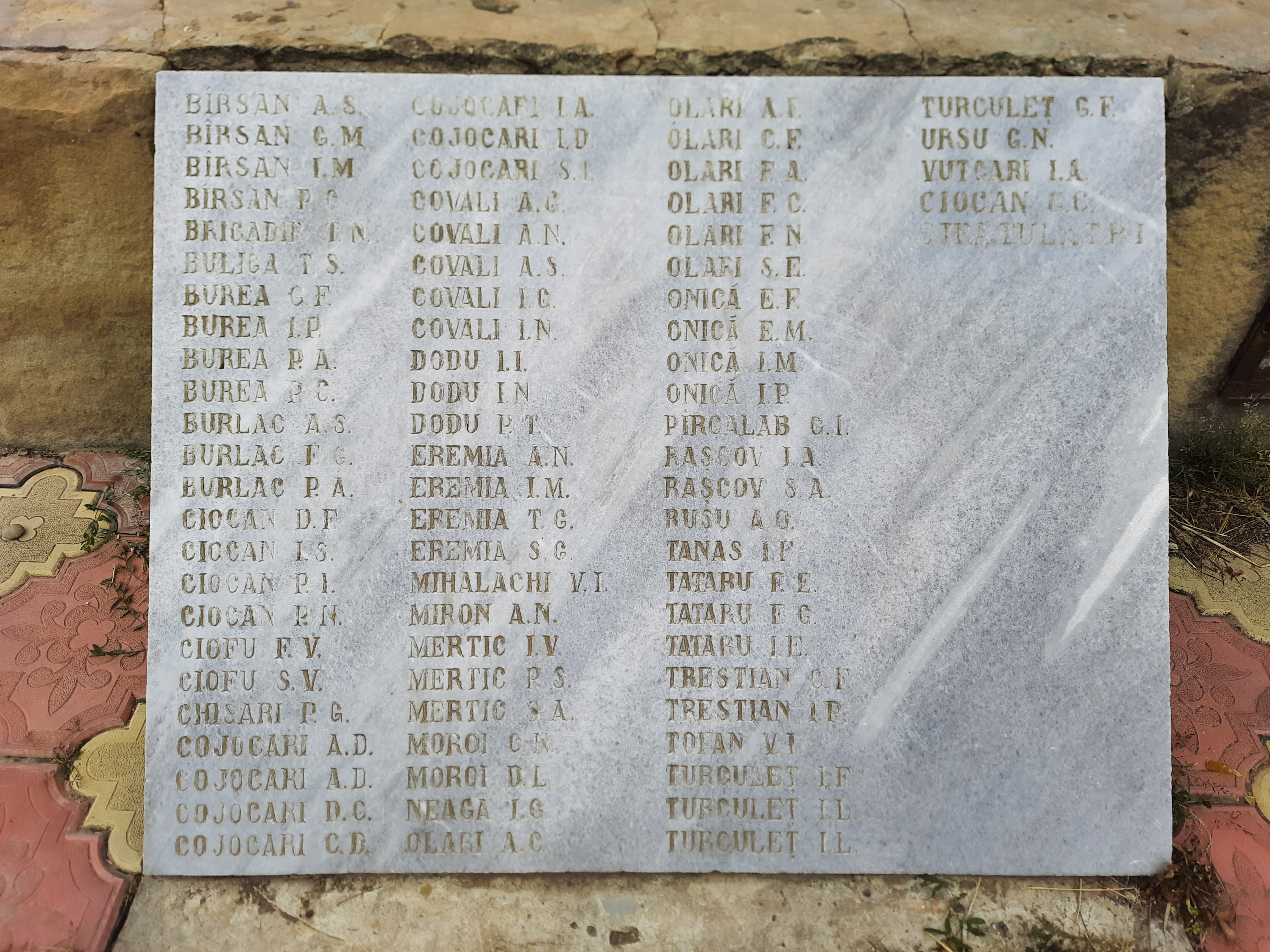
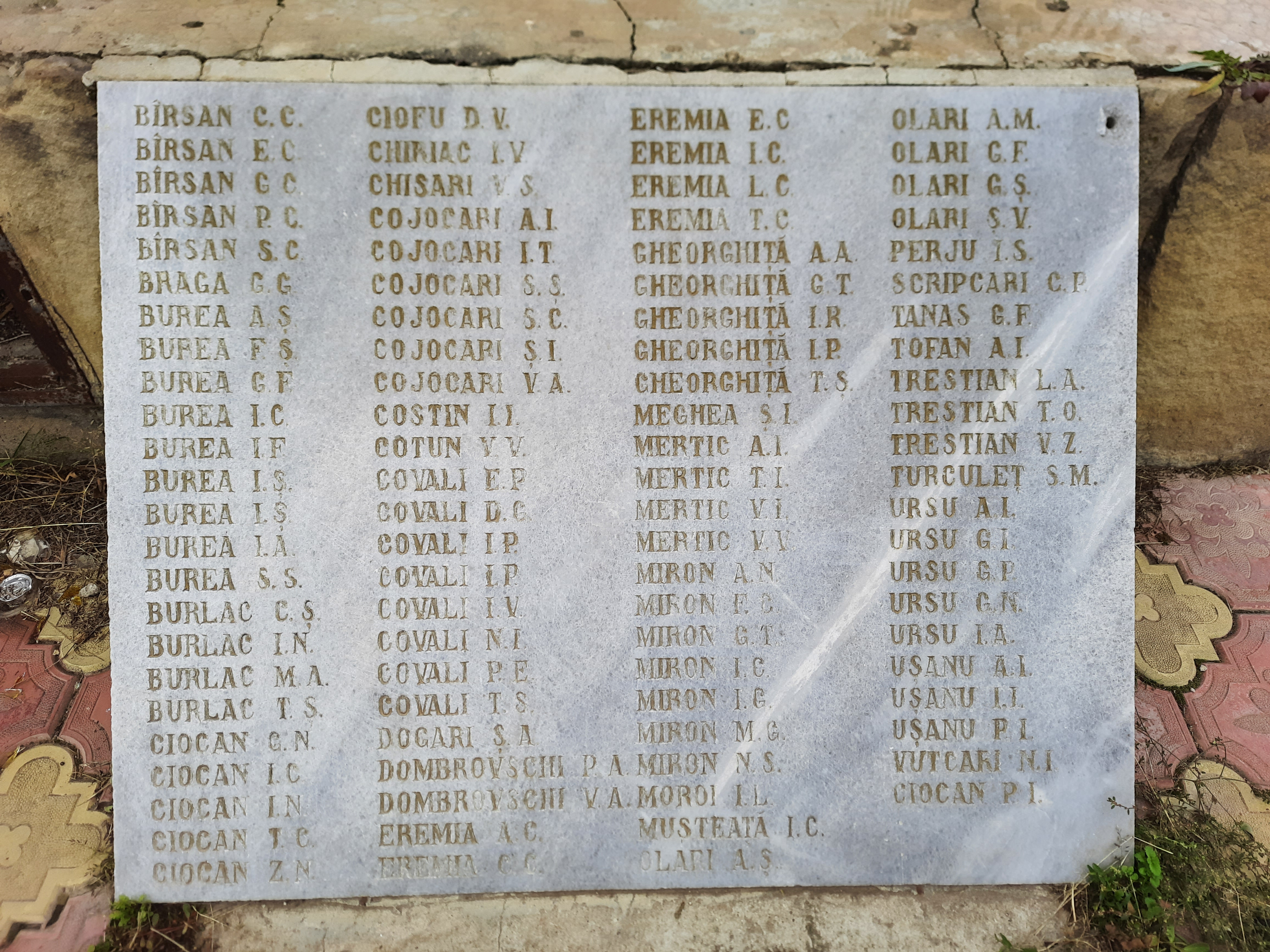
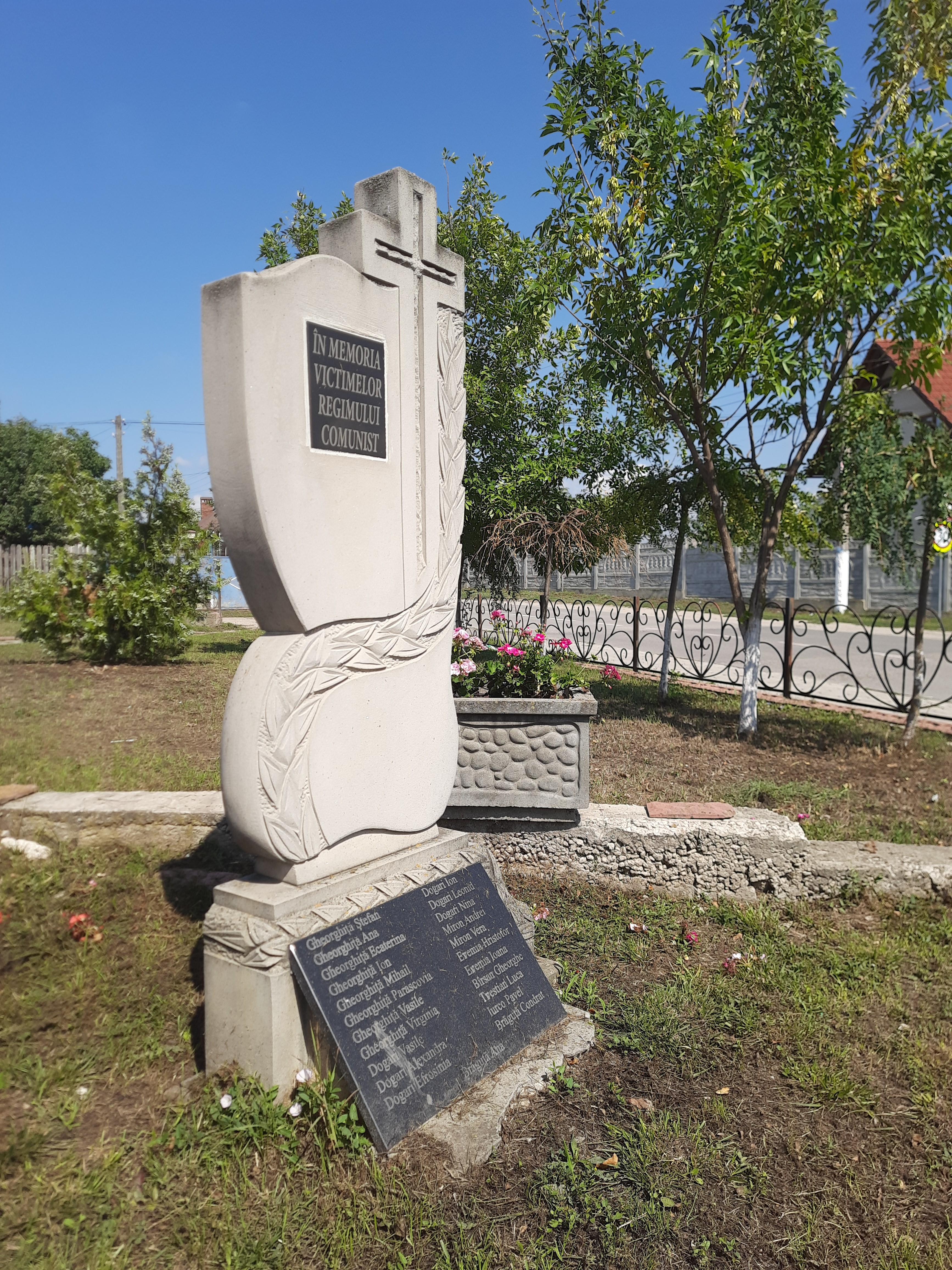
Monument în memoria victimelor regiumului comunist.
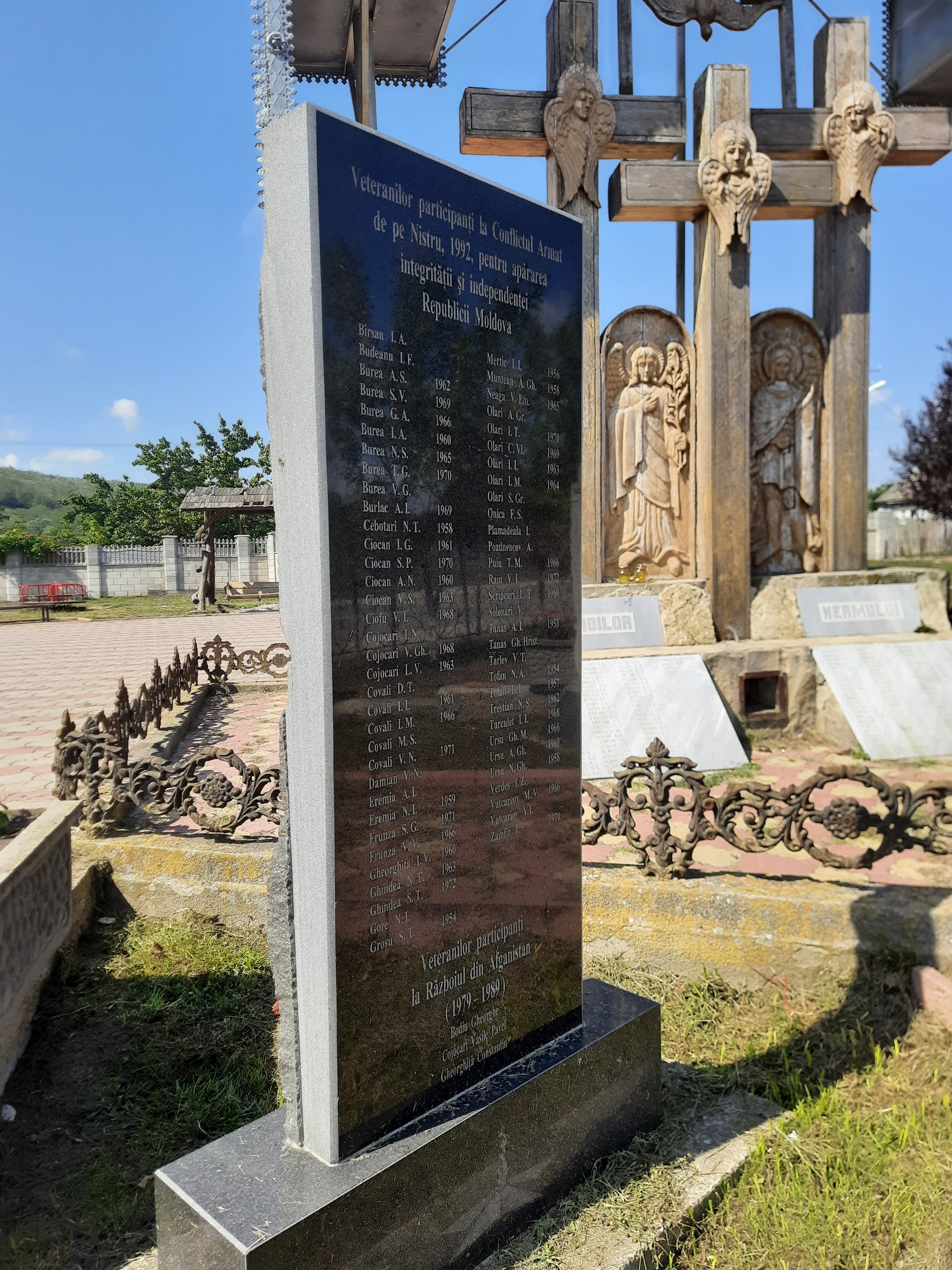
Monument în cinstea participanților la războiul din Transnistria.

## Personalități
- Gurie Grosu (1877–1934), mitropolit basarabean.